# Cadel Evans Great Ocean Road Race 2020 (vrouwen)
De zesde editie van de wielerwedstrijd Cadel Evans Great Ocean Road Race vond voor de vrouwen op 1 februari en voor de mannen op 2 februari 2020 plaats. Start en finish waren in Geelong, Victoria, Australië. De koers van dit jaar maakte deel uit van de UCI Women's World Tour kalender van 2020 en was 122 kilometer lang. De titelhoudster was de Cubaanse Arlenis Sierra. Zij werd dit jaar tweede achter de Duitse Liane Lippert.

## Uitslag
| Plaats  | Naam                | Ploeg                              | tijd     |
| ------- | ------------------- | ---------------------------------- | -------- |
| Winnaar | Liane Lippert       | Team Sunweb                        | 3u17'46" |
| 2       | Arlenis Sierra      | Astana Women's Team                | + 15"    |
| 3       | Amanda Spratt       | Mitchelton-Scott                   | z.t.     |
| 4       | Tayler Wiles        | Trek-Segafredo                     | z.t.     |
| 5       | Leah Kirchmann      | Team Sunweb                        | + 21"    |
| 6       | Chloe Hosking       | Rally UHC Women                    | z.t.     |
| 7       | Lauren Stephens     | Team Tibco                         | z.t.     |
| 8       | Ruth Winder         | Trek-Segafredo                     | z.t.     |
| 9       | Ella Harris         | Canyon-SRAM                        | z.t.     |
| 10      | Brodie Chapman      | FDJ Nouvelle-Aquitaine Futuroscope | z.t.     |
| 11      | Juliette Labous     | Team Sunweb                        | + 24"    |
| 12      | Ruby Roseman-Gannon | Korda Mentha Real Estate Australia | + 1'00"  |
| 13      | Anna Henderson      | Team Sunweb                        | z.t.     |
| 14      | Lotta Henttala      | Trek-Segafredo                     | + 1'24"  |
| 15      | Lauren Kitchen      | FDJ Nouvelle-Aquitaine Futuroscope | z.t.     |
| 16      | Katia Ragusa        | Astana Women's Team                | z.t.     |
| 17      | Pfeiffer Georgi     | Team Sunweb                        | z.t.     |
| 18      | Shara Marche        | FDJ Nouvelle-Aquitaine Futuroscope | z.t.     |
| 19      | Lucy Kennedy        | Mitchelton-Scott                   | + 1'30"  |
| 20      | Peta Mullens        | Roxsolt Attaquer                   | + 2'12"  |
|         |                     |                                    |          |
| 21      | Julia Soek          | Team Sunweb                        | z.t.     |
| 31      | Mieke Docx          | Doltcini-Van Eyck Sport            | +3'35"   |

Mannen: 2015 · 2016 · 2017 · 2018 · 2019 · 2020 · 
2021-2022 · 2023 · 2024 · 2025
Vrouwen: 2015 · 2016 · 2017 · 2018 · 2019 · 2020 · 
2021-2022 · 2023 · 2024 · 2025
 Cadel Evans Great Ocean Road Race ·
 Strade Bianche ·
 GP de Plouay ·
 La Course by Le Tour de France ·
 Ronde van Italië voor vrouwen ·
 Waalse Pijl ·
 Luik-Bastenaken-Luik ·
 Gent-Wevelgem ·
 Ronde van Vlaanderen ·
 Driedaagse Brugge-De Panne ·
 La Madrid Challenge by La Vuelta ·
 Bevrijdingsronde van Drenthe ·
 Trofeo Alfredo Binda-Comune di Cittiglio ·
 Ronde van Californië ·
 OVO Energy Women's Tour ·
 Ronde van Noorwegen ·
 PostNord Vårgårda WestSweden ·
 Boels Ladies Tour ·
 Amstel Gold Race
 Parijs-Roubaix ·
 Ronde van Guangxi ·
 Ronde van Chongming ·